# Zero Branco
Zero Branco település Olaszországban, Veneto régióban, Treviso megyében. Lakosainak száma 11 592 fő (2023. január 1.). Zero Branco Mogliano Veneto, Morgano, Piombino Dese, Quinto di Treviso, Scorze, Treviso, Preganziol és Trebaseleghe községekkel határos.

## Népesség
A település népességének változása:
| Lakosok száma | 11 287 | 11 329 | 11 592 |
|               | 2017   | 2018   | 2023   |